# Джексон Тауншип (округ Йорк, Пенсільванія)
Джексон Тауншип (англ. Jackson Township) — селище (англ. township) в США, в окрузі Йорк штату Пенсільванія. Населення — 8748 осіб (2020).

## Демографія
Згідно з переписом 2010 року, у селищі мешкали 7494 особи в 2805 домогосподарствах у складі 2158 родин. Було 2953 помешкання
Расовий склад населення:
| - 93,4 % — білих - 3,4 % — чорних або афроамериканців - 0,8 % — азіатів - 0,1 % — корінних американців - 1,1 % — осіб інших рас |

До двох чи більше рас належало 1,3 %. Частка іспаномовних становила 2,7 % від усіх жителів.
За віковим діапазоном населення розподілялося таким чином: 23,9 % — особи молодші 18 років, 63,5 % — особи у віці 18—64 років, 12,6 % — особи у віці 65 років та старші. Медіана віку мешканця становила 40,4 року. На 100 осіб жіночої статі у селищі припадало 102,2 чоловіків;  на 100 жінок у віці від 18 років та старших — 100,0 чоловіків також старших 18 років.
Середній дохід на одне домашнє господарство  становив 71 066 доларів США (медіана — 63 378), а середній дохід на одну сім'ю — 77 914 долари (медіана — 67 333). Медіана доходів становила 52 604 долари для чоловіків та 32 885 доларів для жінок. За межею бідності перебувало 6,4 % осіб, у тому числі 5,0 % дітей у віці до 18 років та 3,2 % осіб у віці 65 років та старших.
Цивільне працевлаштоване населення становило 3943 особи. Основні галузі зайнятості: освіта, охорона здоров'я та соціальна допомога — 20,7 %, виробництво — 19,9 %, роздрібна торгівля — 13,2 %, науковці, спеціалісти, менеджери — 7,6 %.